# کازوی نیهونماتسو
کازوی نیهونماتسو (انگلیسی: Kazui Nihonmatsu؛ زادهٔ ۹ آوریل ۱۹۲۲) کارگردان فیلم، و فیلم‌نامه‌نویس اهل ژاپن است. وی بین سال‌های ۱۹۵۱ تا ۱۹۶۸ میلادی فعالیت می‌کرد.